# Jhon Solís
Jhon Alexander Solís Mosquera (* 24. Juni 1993 in Zarzal) ist ein kolumbianischer Leichtathlet, der vor allem im 400-Meter-Lauf an den Start geht. Mit der kolumbianischen 4-mal-400-Meter-Staffel siegte er 2019 bei den Panamerikanischen Spielen und wurde 2017 und 2019 Südamerikameister.

## Sportliche Laufbahn
Erste internationale Erfahrungen sammelte Jhon Solís im Jahr 2011, als er bei den Juniorensüdamerikameisterschaften in Medellín mit der kolumbianischen 4-mal-400-Meter-Staffel in 3:08,71 min die Silbermedaille gewann. 2017 startete er dann mit der Staffel bei den Südamerikameisterschaften in Luque und siegte dort gemeinsam mit Diego Palomeque, Yilmar Herrera und Jhon Perlaza in 3:05,02 min. Damit erhielt die Mannschaft ein Freilos für die Weltmeisterschaften in London, bei denen sie aber mit 3:03,68 min im Vorlauf ausschied. Im Jahr darauf nahm er im 400-Meter-Lauf an den Südamerikaspielen in Cochabamba teil, schied dort aber mit 48,53 s in der ersten Runde aus. Bei den IAAF World Relays 2019 in Yokohama belegte er in 3:07,51 min den achten Platz im B-Finale und anschließend verteidigte er bei den Südamerikameisterschaften in Lima gemeinsam mit Diego Palomeque, Kevin Mina und Anthony Zambrano in 3:04,04 min seinen Titel im Staffelbewerb. Daraufhin siegte er auch bei den Panamerikanischen Spielen ebendort in 3:01,41 min mit der Staffel. Im Herbst erreichte er dann bei den Weltmeisterschaften in Doha das Finale und klassierte sich dort nach 2:59,50 min auf dem vierten Platz und stellte damit einen neuen Landesrekord auf. Bei den World Athletics Relays 2021 im polnischen Chorzów wurde er in 3:05,91 min Sechster in der 4-mal-400-Meter-Staffel. Anschließend verpasste er bei den Olympischen Sommerspielen in Tokio mit 3:03,20 min den Finaleinzug mit der Staffel.
2023 belegte er bei den Südamerikameisterschaften in São Paulo in 3:06,63 min den vierten Platz in der 4-mal-400-Meter-Staffel.
In den Jahren 2016 und 2017 wurde Solís kolumbianischer Meister in der 4-mal-400-Meter-Staffel sowie 2017 auch in der 4-mal-100-Meter-Staffel.

## Persönliche Bestleistungen
- 200 Meter: 21,05 s (+0,5 m/s), 10. Mai 2015 in Medellín
- 400 Meter: 46,15 s, 19. Dezember 2020 in Cochabamba